# Ассоциация вычислительной техники
Ассоциация вычислительной техники (англ. Association for Computing Machinery, ACM) — старейшая и наиболее крупная международная организация в компьютерной области. Объединяет около 83 000 специалистов. Штаб-квартира находится в Нью-Йорке.
Ежегодно ассоциация присуждает Премию Тьюринга и премию имени Грейс Мюррей Хоппер. В число наград также входят Премия Гёделя, Премия Дейкстры, Премия Кнута, Премия Гордона Белла и Премия Париса Канеллакиса.

## Деятельность
ACM состоит из более чем 170 региональных отделений и 35 специальных тематических групп (англ. special interest group, SIG), в рамках которых и ведётся основная деятельность. Некоторые тематические группы:
- SIGACT — теория алгоритмов и вычислений;
- SIGAI[англ.] — искусственный интеллект;
- SIGCHI[англ.] — человеко-машинное взаимодействие;
- SIGCOMM[англ.] — передача данных;
- SIGGRAPH — компьютерная графика;
- SIGKDD[англ.] — data mining;
- SIGMM[англ.] — мультимедиа;
- SIGMOD — управление данными;
- SIGOPS[англ.] — операционные системы;
- SIGPLAN[англ.] — языки программирования;
- SIGSOFT[англ.] — разработка программного обеспечения;
- SIGWEB[англ.] — веб-технологии.

Кроме того, существует более 500 вузовских отделений. Первый студенческий филиал организации создан в 1961 году в Университете Луизианны в Лафейетте.
Тематические группы организуют регулярные конференции, симпозиумы, семинары, публикуют специализированные журналы, многие из которых имеют высокие наукометрические рейтинги.
Также ACM финансирует события, связанные с компьютерными науками, например:
- организация ACM/ICPC — международной олимпиады по программированию для студентов;
- шахматный матч между Гарри Каспаровым и компьютером IBM Deep Blue.

## Службы
АСМ Press публикует престижный академический журнал Journal of the ACM (JACM) и общие журналы для компьютерных профессионалов Communications of the ACM (также известный как Communications или CACM) и Queue. Другие публикации ACM включают:
- ACM Crossroads, популярный студенческий компьютерный журнал в США.
- Ряд журналов, специфичных для подотраслей компьютерной науки, называемых ACM Transactions. Самые известные из них:
  - ACM Transactions on Computer Systems (TOCS)
  - ACM Transactions on Database Systems (TODS)
  - ACM Transactions on Graphics (TOG)
  - ACM Transactions on Programming Languages and Systems (TOPLAS)

Хотя Communications больше не публикует результаты первичных исследований, многие крупные дебаты и результаты в истории компьютерной науки были опубликованы именно на его страницах.

## Цифровая библиотека
Цифровая библиотека ACM (англ. ACM Digital Library) — архив журналов, газет и материалов конференций организации. Онлайн-сервисы включают форумы, такие как Ubiquity и Tech News digest.
ACM требует указывать при публикации авторское право всех материалов, переданных организации. Авторы могут размещать свои документы на собственных сайтах, но они обязаны указывать ссылку на соответствующую страницу из библиотеки ACM. Несмотря на то, что авторам не разрешается получать средства за доступ к их работам, скачивание материалов с сайта ACM требует платной подписки.

## Руководство
Президент ACM избирается раз в два года, на период с 2022 по 2024 год пост занимает Яннис Иоанидис.
ACM управляется советом, состоящим из президента, вице-президента, казначея, экс-президента, председателя правления SIG (англ. SIG Governing Board), главы пресс-центра (англ. Publications Board), трёх представителей правления SIG и семи выборных членов.